# Aphelenchoides citri
Aphelenchoides citri is een rondwormensoort uit de familie van de Aphelenchoididae. De wetenschappelijke naam van de soort is voor het eerst geldig gepubliceerd in 1957 door Andrássy.